# 味楽囲
味楽囲（みらい）は、千葉県君津市に2か所ある農産物直売所。JAきみつが運営する。

## 概要
地元農産物や加工品のほか、弁当、工芸品、花卉、種苗等を取り扱っている。
同地域に伝わる伝統在来種の大豆「小糸在来」（JAきみつが商標権を保持）を使った豆乳や焼酎などの加工品も取りそろえている。

## 所在地
- さだもと店 - 千葉県君津市貞元133-1
- おびつ店 - 君津市末吉238-1